# Tim Griffin (Schauspieler)

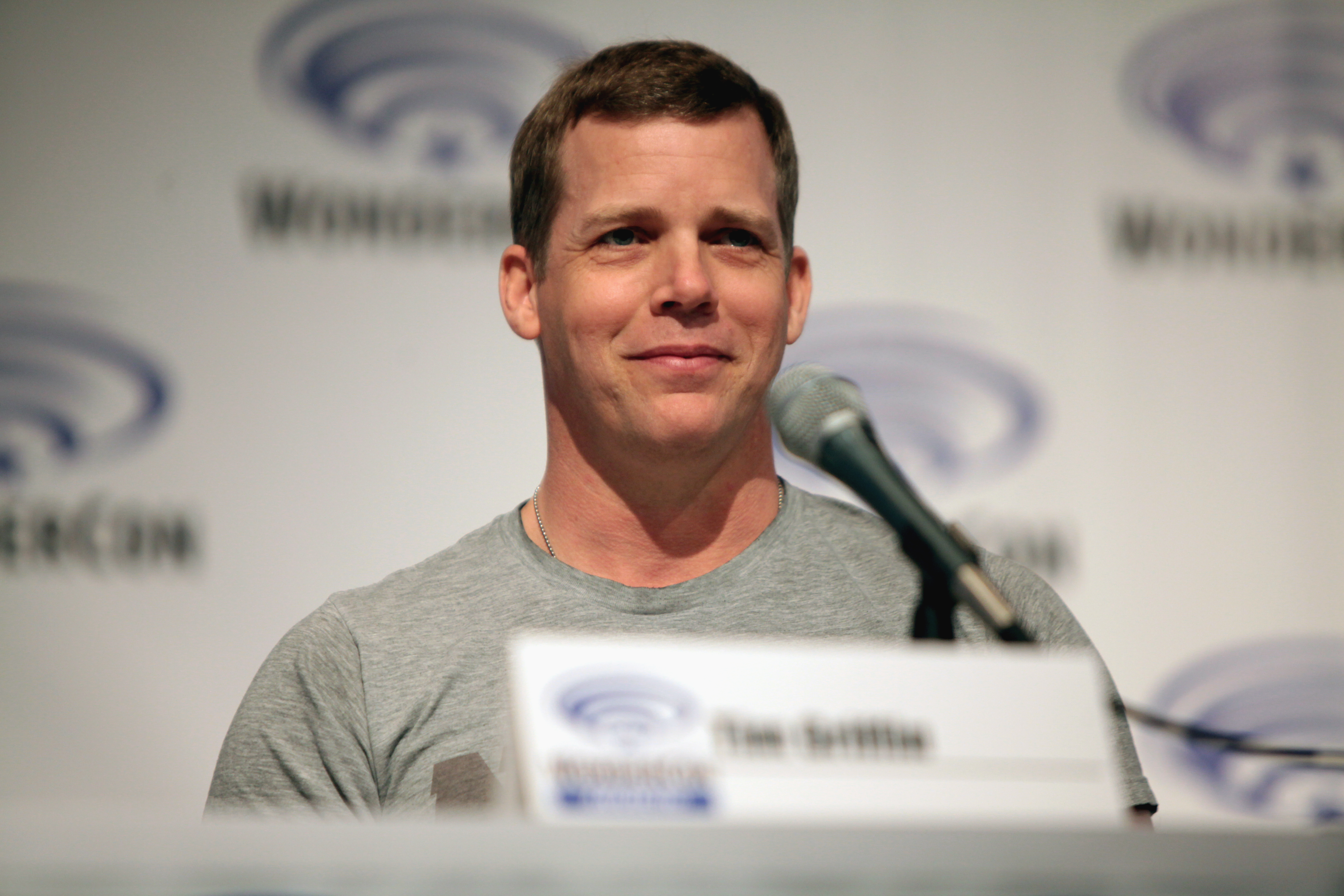
Tim Griffin bei der WonderCon 2015

Timothy „Tim“ Collins Griffin (* 1969 in Chicago, Illinois) ist ein US-amerikanischer Schauspieler.

## Leben und Karriere
Tim Griffin wurde als Sohn eines Kardiologen geboren. Er entdeckte seine Leidenschaft für die Schauspielerei in seiner Schulzeit, als er in einem Theaterstück Oliver Twist dargestellt hatte.
Er besuchte die Francis Parker High School. Seine Klassenkameraden waren unter anderem Paul Adelstein und Anne Heche. Griffin studierte an der University of Vermont Englische Literatur. Außerdem erhielt er nach einiger Zeit ein Auslandsstipendium für die University of Kent in England.
Seinen ersten Auftritt in einer Fernsehserie hatte Griffin 1989 in ABC Afterschool Specials. Danach folgten Auftritte in China Beach und Against the Grain. Seit 1997 hatte er Auftritte in zahlreichen Fernsehserie. Dazu gehören Pacific Blue – Die Strandpolizei, Party of Five, Charmed – Zauberhafte Hexen, JAG – Im Auftrag der Ehre, 24, Navy CIS und Emergency Room – Die Notaufnahme. Zwischen 2005 und 2007 war er in insgesamt fünf Folgen der Serie Grey’s Anatomy als Ronny O’Malley, dem Bruder von T. R. Knights Figur George, zu sehen. Danach übernahm er in CSI: Miami, Bones – Die Knochenjägerin, Cold Case – Kein Opfer ist je vergessen und Lie to Me jeweils Gastrollen. 2009 folgte eine Rolle in dem Film Star Trek. Seine erste Hauptrolle in einer Serie hatte Griffin von 2011 bis 2012 in der Serie Prime Suspect neben Maria Bello. 2012 folgte auch ein Handlungsbogen über vier Folgen in Covert Affairs. Dort verkörperte er die Rolle des Seth Newman.
Momentan lebt er mit seiner Frau Alicia Carr und seinen zwei Kindern in Los Angeles.

## Filmografie (Auswahl)
- 1989: ABC Afterschool Specials (Fernsehserie, Folge 17x04)
- 1990: China Beach (Fernsehserie, Folge 3x20)
- 1993: Against the Grain (Fernsehserie, vier Folgen)
- 1996: Cybill (Fernsehserie, Folge 2x15)
- 1997: Pacific Blue – Die Strandpolizei (Pacific Blue, Fernsehserie, Folge 2x22)
- 1997: Lover Girl
- 1998: Party of Five (Fernsehserie, zwei Folgen)
- 1999: Seven Days – Das Tor zur Zeit (Seven Days, Fernsehserie, Folge 1x11)
- 2000: Charmed – Zauberhafte Hexen (Charmed, Fernsehserie, Folge 2x13)
- 2000: Wind River
- 2002: JAG – Im Auftrag der Ehre (JAG, Fernsehserie, Folge 7x16)
- 2003: Eine himmlische Familie (7th Heaven, Fernsehserie, Folge 8x08)
- 2004: Die Bourne Verschwörung (The Bourne Supremacy)
- 2005: 24 (Fernsehserie, Folge 4x14)
- 2005: Kids in America
- 2005–2007: Grey’s Anatomy (Fernsehserie, 5 Folgen)
- 2006: Navy CIS (NCIS, Fernsehserie Folge 3x14)
- 2006: Visions – Die dunkle Gabe (Danika)
- 2006: Emergency Room – Die Notaufnahme (ER, Fernsehserie, 2 Folgen)
- 2008: Cloverfield
- 2008: Ein verlockendes Spiel (Leatherheads)
- 2008: Iron Man
- 2008: CSI: Miami (Fernsehserie,  Folge 6x20)
- 2008: Bones – Die Knochenjägerin (Bones, Fernsehserie, Folge 4x02)
- 2008: Cold Case – Kein Opfer ist je vergessen (Cold Case, Fernsehserie, Folge 6x01)
- 2009: Lie to Me (Fernsehserie, Folge 1x01)
- 2009: Star Trek
- 2009: Männer, die auf Ziegen starren (The Men Who Stare at Goats)
- 2010: Big Love (Fernsehserie, Folge 4x01)
- 2010: Fair Game – Nichts ist gefährlicher als die Wahrheit (Fair Game)
- 2010: Outlaw (Fernsehserie, Folge 1x02)
- 2011: Super 8
- 2011: A Better Life
- 2011: Atemlos – Gefährliche Wahrheit (Abduction)
- 2011–2012: Prime Suspect (Fernsehserie, 13 Folgen)
- 2012: The Collection – The Collector 2 (The Collection)
- 2012–2013: Covert Affairs (Fernsehserie, 7 Folgen)
- 2012: Vegas (Fernsehserie, Folge 1x08)
- 2013: Burn Notice (Fernsehserie, Folge 7x07)
- 2013: Grimm (Fernsehserie, Folge 3x06)
- 2014: Blutiger Auftrag – Es gibt kein Entkommen (Not Safe for Work)
- 2014: American Sniper
- 2014: Navy CIS: L.A. (Fernsehserie, Folge 6x05)
- 2014–2015: The Mentalist (Fernsehserie, 2 Folgen)
- 2014: How to Get Away with Murder (Fernsehserie, 1 Folge)
- 2015: The Gift
- 2015: Castle (Fernsehserie, Folge 7x11)
- 2015–2016: Aquarius (Fernsehserie, 6 Folgen)
- 2015–2016: Wayward Pines (Fernsehserie, 9 Folgen)
- 2016: Central Intelligence
- 2018–2019: Navy CIS: New Orleans (NCIS: New Orleans, Fernsehserie, 4 Folgen)
- 2023: Missing